# メロン記念日シングルVクリップス2
「メロン記念日シングルVクリップス2」（メロンきねんびシングルVクリップス2）は、メロン記念日のビデオクリップ集。

## 収録曲
1. 赤いフリージア
2. チャンス of LOVE
3. MI DA RA 摩天楼
4. かわいい彼

### 特典映像
1. かわいい彼 （Another Edit Version）
2. メロン記念日スペシャルコメント
3. メイキング映像
4. TV-CM集